# Venice Challenger 1997
Il Venice Challenger 1997 è stato un torneo di tennis facente parte della categoria ATP Challenger Series nell'ambito dell'ATP Challenger Series 1997. Il torneo si è giocato a Venezia in Italia dal 30 giugno 1997 su campi in terra rossa.

## Vincitori

### Singolare
Julián Alonso ha battuto in finale  Marcello Craca con il punteggio di 6–3, 6–7, 6–0

### Doppio
Giorgio Galimberti /  Massimo Valeri hanno battuto in finale  David Roditi /  Martin Rodriguez con il punteggio di 6–4, 0–6, 7–6